# Greg Sarris
Greg Sarris (Santa Rosa, Califòrnia, 12 de febrer de 1952) és un professor d'universitat, autor, productor, guionista, membre i actual President de la tribu reconeguda federalment indis federats de la ranxeria Graton. Va ser escollit en 2005 per a ocupar la càtedra d'estudis amerindis a la Universitat Estatal de Sonoma. El càrrec va ser dotat per la seva tribu.
Anteriorment va ser professor Fletcher Jones d'escriptura creativa i literatura a la Universitat Loyola Marymount a Los Angeles, i professor titular de l'UCLA durant deu anys.

## Biografia
Sarris va néixer en 1952 a Santa Rosa (Califòrnia). Segons Sarris, el seu pare biològic no va ser nomenat en el certificat de naixement, però els amics de la seva mare biològica creuen que Emilio Hilario era el seu pare biològic. L'avi patern d'Hilario era filipí i els seus avis materns eren Tom i Emily Smith. Tom era pomo Kashaya i miwok. Mary Bernadette "Bunny" Hartman, d'ascendència irlandesa i judeo-alemany, era la seva mare. Fou adoptat per un matrimoni local, George i Mary Sarris.
Sarris va assistir a escoles locals i després al Santa Rosa Junior College, on es va graduar. En 1978 assistí a la UCLA, on també jugà a futbol. Va treballar a Hollywood com a model i actor abans d'anar a l'escola de postgrau. Va obtenir un doctorat en pensament modern i literatura a la Universitat Stanford el 1988, i va tornar com a professor a l'UCLA en 1989.
Va coproduir el film de la HBO Grand Avenue amb Robert Redford en 1996.

## Els Indis Federats de la Ranxeria Graton
Sarris serví com a cap dels indis federats de la ranxeria Graton, una tribu reconeguda federalment amb seu a Rohnert Park (Califòrnia).

## Obres
Novel·les
- Watermelon Nights (1998)

Narracions
- Grand Avenue (1994)
- The Sound of Rattles and Clappers: a Collection of New California Indian Writing (1994) (editor i contribuïdor)

No-ficció
- Keeping Slug Woman Alive: A Holistic Approach to American Indian Texts (1993)
- Mabel McKay: Weaving the Dream (1994)
- Approaches to Teaching the Works of Louise Erdrich (2004)

## Premis
Recipient al millor guió, al Festival de Cinema de Santa Fe el 1996; el del Festival de Cinema Indi-americà el 1996; i el Best Reads, que concedeixen els llibreters indis de Califòrnia el 1996.